# Пеннвин (Пенсільванія)
Пеннвин (англ. Pennwyn) — переписна місцевість (CDP) в США, в окрузі Беркс штату Пенсільванія. Населення — 888 осіб (2020).

## Географія
Пеннвин розташований за координатами 40°17′20″ пн. ш. 75°58′25″ зх. д. / 40.28889° пн. ш. 75.97361° зх. д. (40.288962, -75.973585).  За даними Бюро перепису населення США в 2010 році переписна місцевість мала площу 1,38 км², з яких 1,36 км² — суходіл та 0,01 км² — водойми.

## Демографія
Згідно з переписом 2010 року, у переписній місцевості мешкало 780 осіб у 328 домогосподарствах у складі 222 родин. Густота населення становила 567 осіб/км².  Було 340 помешкань (247/км²).
Расовий склад населення:
| - 93,1 % — білих - 2,4 % — чорних або афроамериканців - 1,4 % — азіатів - 0,1 % — корінних американців - 1,0 % — осіб інших рас |

До двох чи більше рас належало 1,9 %. Частка іспаномовних становила 5,4 % від усіх жителів.
За віковим діапазоном населення розподілялося таким чином: 16,4 % — особи молодші 18 років, 63,1 % — особи у віці 18—64 років, 20,5 % — особи у віці 65 років та старші. Медіана віку мешканця становила 46,4 року. На 100 осіб жіночої статі у переписній місцевості припадало 102,6 чоловіків;  на 100 жінок у віці від 18 років та старших — 98,2 чоловіків також старших 18 років.
Середній дохід на одне домашнє господарство  становив 65 775 доларів США (медіана — 60 446), а середній дохід на одну сім'ю — 85 838 доларів (медіана — 80 750). За межею бідності перебувало 4,4 % осіб, у тому числі 0,0 % дітей у віці до 18 років та 8,0 % осіб у віці 65 років та старших.
Цивільне працевлаштоване населення становило 330 осіб. Основні галузі зайнятості: освіта, охорона здоров'я та соціальна допомога — 25,5 %, виробництво — 23,9 %, роздрібна торгівля — 16,7 %.